# Plagithmysus timberlakei
Plagithmysus timberlakei är en skalbaggsart som beskrevs av Perkins 1927. Plagithmysus timberlakei ingår i släktet Plagithmysus och familjen långhorningar. Inga underarter finns listade i Catalogue of Life.